# 梁夏銀
梁夏銀（ヤン・ハウン, 양하은，Yang Ha-eun，1994年2月25日 - ）は、韓国の女子卓球選手。2010年ユース五輪では銅メダルを獲得。2015年世界卓球の混合ダブルスでは優勝。
Tリーグはトップおとめピンポンズ名古屋に所属歴あり。

## プロフィール
「韓国の天才少女」として、早くからその才能に期待が集まっていた。2009年世界選手権で15歳にして世界代表デビュー。2011年世界選手権では1歳年上の石川佳純( 日本)に敗れたものの、ベスト32まで勝ち上がった。
2015年世界卓球ではミックスダブルスに許昕( 中国)と共に出場、吉村真晴・石川佳純( 日本)を破り金メダルを獲得。
2018年の世界卓球では 韓国 コリア代表として出場。準決勝では平野美宇( 日本)に敗れるも銅メダル獲得。
2019年8月、Tリーグのトップおとめピンポンズ名古屋に入団した。

## プレースタイル
長身ながら豊富な運動量に支えられたフットワークで、ミスのない連続攻撃を見せる。サービスはフォアサービスを主体にしながら、相手のフォア前に小さく出すバックサービスも混ぜる。カットマンに非常に強い。

## 主な戦績
2009年
- アジアジュニア選手権カデット優勝

2010年
- 2010年ユース五輪銅メダリスト
- 世界ジュニア選手権3位

2011年
- 世界卓球（個人戦）　シングルスベスト32

2012年
- ITTFワールドツアー・スペインオープン3位

2015年
- 世界卓球（個人戦）　シングルスベスト16／ダブルスベスト8／混合ダブルス優勝（許昕ペア）
- ITTFワールドツアー・韓国オープン　ダブルス３位
- ITTFプロツアー・グランドファイナル　ダブルス３位

2016年
- ITTFワールドツアー・ハンガリーオープン　シングルス準優勝／ダブルス優勝
- ITTFワールドツアー・ドイツオープン　ダブルス優勝
- ITTFワールドツアー・ポーランドオープン　ダブルス優勝
- ITTFワールドツアー・クロアチアオープン　ダブルス準優勝
- ITTFワールドツアー・スロベニアオープン　ダブルス準優勝
- ITTFワールドツアー・中国オープン　シングルス３位
- ITTFワールドツアー・スウェーデンオープン　ダブルス準優勝
- ITTFワールドツアーグランドファイナル　ダブルス３位

2017年
- ITTFワールドツアー・カタールオープン　ダブルス準優勝
- ITTFワールドツアー・韓国オープン　ダブルス３位
- ITTFワールドツアー・ジャパンオープン　ダブルス準優勝
- ITTFワールドツアー・中国オープン　ダブルス３位
- ITTFチャレンジ・スペインオープン　ダブルス優勝

2018年
- ITTFチャレンジ・ポーランドオープン　優勝
- ITTFワールドツアー・ドイツオープン　ダブルス準優勝

## 訳注
1. ↑  “卓球女子、南北合同チームを破る 銀以上確定　卓球団体戦”. 朝日新聞デジタル. (2018年5月5日) 2018年5月5日閲覧。
2. ↑  【Tリーグ】TOP名古屋に韓国・梁夏銀が新加入　世界選手権混合ダブルス金